# 井上淳 (数学者)
井上 淳（いのうえ あつし、1944年1月 - ）は、静岡県生まれの数学者。東京工業大学名誉教授、理学博士。専門は偏微分方程式論、スーパー解析学。2024年、瑞宝中綬章受章。
スーパー空間上の解析、偏微分方程式の記述限界の研究で知られる。指導学生に小薗英雄東北大学名誉教授など。

## 経歴
- 1944年 静岡県に生まれる
- 1962年 都立日比谷高校卒業
- 1966年 東京大学理学部卒業
- 1968年 同大学院修士課程修了、同助手
- 1974年 理学博士号（東京大学）取得、同年広島大学助教授
- 1979年 東京工業大学助教授
- 1988年 東京工業大学教授

## 主な著書
- 『数学的思考：微分編』（エコノミスト社、2001年）
- 『数学的思考：積分編』（エコノミスト社、2001年）

## 所属学会
- 国際数理物理学会
- アメリカ数学会